# Понос и слава (филм)
Понос и слава (енгл. Pride and Glory), амерички је филм из 2008. године у режији Гевина О’Конора.

## Радња
Реј, њујоршки полицајац, одрастао је на појмовима доброте и законитости. Он је љубитељ свог рада, спреман да жртвује све за правду.
Када су четири полицајца убијена, Реј води истрагу. Али све се мења када сазна да је његов рођени брат можда умешан у убиство...
Све у шта је Реј веровао, сви његови идеали су на удару. Како поступити: следити слово закона или следити интересе породице?
Рејов старији брат, инспектор Френсис Тирни, шеф њиховог зета Џимија, заташкао је Џимијева недела. Али Џими је прешао границу и заједно са својим подређенима ушао у посао са дрогом. Његове људе је убио један дилер дроге, кога је Џими убио Рејевим пиштољем, намештајући му. У Полицијској комисији за унутрашњу безбедност, Реј одбија да одговори, а Џими каже да је Реј убио дилера дроге. Реј хапси Џимија и док их он води низ улицу, руља, разјарена полицијском самовољом, напада Џимија и на смрт пребија Џимија.